# Marysville (Washington)
Marysville is een plaats (city) in de Amerikaanse staat Washington, en valt bestuurlijk gezien onder Snohomish County.

## Demografie
Bij de volkstelling in 2000 werd het aantal inwoners vastgesteld op 25.315.
In 2006 is het aantal inwoners door het United States Census Bureau geschat op 31.938, een stijging van 6623 (26.2%).

## Geografie
Volgens het United States Census Bureau beslaat de plaats een oppervlakte van
25,3 km², waarvan 24,8 km² land en 0,5 km² water. Marysville ligt op ongeveer 166 m boven zeeniveau.

## Plaatsen in de nabije omgeving
De onderstaande figuur toont nabijgelegen plaatsen in een straal van 8 km rond Marysville.